# Xystrocera dundensis
Xystrocera dundensis es una especie de escarabajo longicornio del género Xystrocera, categorizada en la tribu Xystrocerini, de la subfamilia Cerambycinae. Fue descrita por Lepesme en 1953.

## Descripción
Mide 13-20 mm de longitud.

## Distribución
Se distribuye por Angola.